# Memecylon discolor
Memecylon discolor är en tvåhjärtbladig växtart som beskrevs av Célestin Alfred Cogniaux. Memecylon discolor ingår i släktet Memecylon och familjen Melastomataceae. IUCN kategoriserar arten globalt som starkt hotad. Inga underarter finns listade i Catalogue of Life.